# Gustav Adolf Michaelis
Gustav Adolf Michaelis (Kiel, 9 luglio 1798 – Lehrte, 8 agosto 1848) è stato un ginecologo tedesco.

## Biografia
Studiò medicina a Gottinga presso il chirurgo Konrad Johann Martin Langenbeck (1776-1851) e l'ostetrico Friedrich Benjamin Osiander (1759-1822); più tardi divenne direttore dell'ospedale ostetrico e della scuola di ostetricia a Kiel. Fu il padre dell'archeologo Adolf Michaelis (1835-1910).
Michaelis fu un pioniere di ostetricia scientifica, in particolare nel campo della pelvimetria. Svolse un'ampia ricerca sulle difficoltà associate ai "bacini stretti" durante il parto e descrisse questo fenomeno nella sua opera Das Enge Becken: Nach eigenen Beobachtungen und Untersuchungen.
Più tardi fu vittima di una forte depressione e si suicidò l'8 agosto 1848 a Lehrte, in Germania. Dopo la sua morte la sua posizione a Kiel fu occupata da Carl Conrad Theodor Litzmann (1815-1890). Gli è stata successivamente intitolata la scuola di ostetrica dell'Università di Kiel.
La losanga di Michaelis (così denominata in suo onore) è di una certa importanza per lo studio della pelvimetria e viene utilizzata per la valutazione di eventuali difetti pelvici.